# Етимологична фигура
Етимологичната фигура е синтактична конструкция, при която думи с еднакъв корен са свързани в израз. Подобен термин е полиптотонът.

## Приложение
Този похват е характерен както за фолклорните песни, така и за личното творчество, например:

Струна невеста РАНО ПОДРАНИ … 
— фолклорна песен

там, дето баща и братя
ЧЕРНИ ЧЕРНЕЯТ за мене.
— Христо Ботев, „На прощаване“

ДЕН ДЕНУВАМ — кътища потайни
НОЩ НОЩУВАМ — пътища незнайни
— Пейо Яворов, „Хайдушки песни“, в стихосбирката „Подир сенките на облаците“
В по-редки случаи етимологичната фигура е синтактична конструкция, в която се свързват непосредствено думи, еднакви в смислово отношение.
Основно средство, използвано при етимологичните фигури, е тавтологията.

## Защо се използва?
Когато е сполучливо съчетаването на думи с еднакви корени и повторението им, се набляга върху смисъла и се създава благозвучие.

## Видове съчетания на думи в етимологични фигури

### Думи с еднакъв корен
- подлог и сказуемо (съществително име и глагол):

… че ѝ се МРЕЖА ЗАМРЕЖИ,
 че ѝ се ДРЕМКА ДОДРЕМНА. … 
— „Залюбил Стоян Борянка“, народна песен
- подлог и обстоятелствено пояснение и допълнение (съществително име със съществително име):

… ДЮКЯНДЖИИ в ДЮКЯН седяха,
червено вино пиеха,
ТЮТЮНДЖИИ ТЮТЮН дробеха…
— „На мене ми е мило и драго“, народна песен
- сказуемо и допълнение (глагол и съществително име):

Троица братя ГРАДА ГРАДЕХА…
— „Струна невеста“, народна песен
- сказуемо и обстоятелствено пояснение (наречие и глагол):

РАНО РАНИЛА Гергана,…
— Петко Р. Славейков, „Изворът на Белоногата“
- определение на подлога или определение на допълнението (прилагателно име и съществително име):

… и не съм НЕМА НЕМИЦА,
нито съм СЛЕПА СЛЕПИЦА…
— „Слънчева женитба с хубава Грозданка“, народна песен

Да кацна, боже, да кацна
на тия ТЪМНИ ТЪМНИЦИ…
— „Иринка сиво гълъбче“, народна песен
- наречие с наречие:

Завлякоха сиво стадо,
сиво стадо три хилядо,
завлякоха татък долу,
татък ДОЛУ НАНАДОЛУ…
— Народна песен

### Думи с еднакво смислово значение
И на гроба, ой нерадост,
опустяла младост,
КРЪСТОКЛОНЕ — КРЪСТ юнашки
и пиле на кръста.
— Пейо Яворов, „Хайдушки песни“, IV.